# Patrik Karlson (politiker)
Patrik Johan Karlson, född 30 juni 1987 i Furingstads församling i Östergötlands län, är en svensk politiker (liberal). Han är ordinarie riksdagsledamot sedan 2024 för Östergötlands läns valkrets.
Karlson kandiderade i riksdagsvalet 2022 och blev ersättare. Han utsågs till ny ordinarie riksdagsledamot från och med 1 mars 2024 sedan Juno Blom avsagt sig uppdraget.
I riksdagen är Karlson ledamot i skatteutskottet sedan 2024 och suppleant i civilutskottet, finansutskottet och justitieutskottet.